# テイラーマイクロスケール
テイラーマイクロスケール　(日本語: 微分特性長(びぶんとくせいちょう)、英語: Taylor length, Taylor microscale)は、乱流速度場から定義される縦速度相関関数の原点における振る舞いから決まる長さであり、G・I・テイラーにちなんで名づけられた。テイラーマイクロスケールは、コルモゴロフスケールと積分スケールの中間的な値となることが知られている。

## 定義
テイラーマイクロスケール{\displaystyle \lambda _{\parallel }}は、以下のように定義される。
{\displaystyle \lambda _{\parallel }={\frac {\overline {u_{1}}}{\partial {\overline {u_{1}}}/\partial x_{1}}}={\sqrt {-{\frac {U_{L}(0)}{U''_{L}(0)}}}}}
ここで{\displaystyle U_{L}}は以下の導出に示す縦速度相関関数であり、{\displaystyle {\overline {u_{1}}}}は{\displaystyle x_{1}}方向における速度である。また、{\displaystyle '}は空間微分を表す。

## 導出
縦速度相関関数{\displaystyle U_{L}}を以下のように定義し、相対距離{\displaystyle r}が小さいところでの挙動を考え、速度場をテイラー展開する。
{\displaystyle U_{L}(r)={\overline {u_{1}(x_{1}+r,x_{2},x_{3})u_{1}(x_{1},x_{2},x_{3})}}={\overline {u_{1}^{2}}}+{\overline {u_{1}{\frac {\partial u_{1}}{\partial x_{1}}}}}r+{\frac {1}{2}}{\overline {u_{1}{\frac {\partial ^{2}u_{1}}{\partial x_{1}^{2}}}}}r^{2}+\cdots }
ここで、流れ場の一様性
{\displaystyle {\frac {\overline {\partial \cdots }}{\partial x_{1}}}=0}
を用いると、
{\displaystyle U_{L}={\overline {u_{1}^{2}}}-{\frac {1}{2}}{\overline {\left({\frac {\partial u_{1}}{\partial x_{1}}}\right)^{2}}}r^{2}+\cdots ={\overline {u_{1}^{2}}}(1-{\frac {1}{2}}{\frac {r^{2}}{\lambda _{\parallel }^{2}}}+\cdots )}
と変形することができる。ここで現れる{\displaystyle \lambda _{\parallel }}がテイラーマイクロスケールである[2]。

## テイラーレイノルズ数
テイラーマイクロスケールは、乱流の実測値から算定するのが容易であり、普遍的であると考えられている乱流の小規模運動の性質によって定まる。これを長さの尺度として用いて、テイラーレイノルズ数を定義することで異なる乱流の統計的性質を比較する指標として用いられる[2]。テイラーレイノルズ数{\displaystyle Re_{\lambda }}は、
{\displaystyle Re_{\lambda }={\frac {{\overline {u_{1}}}\lambda _{\parallel }}{\nu }}}
と表され、{\displaystyle \nu }は動粘性係数である。テイラーレイノルズ数{\displaystyle Re_{\lambda }}と乱流レイノルズ数{\displaystyle Re_{T}}の間には以下の比例関係が成り立つ。
{\displaystyle Re_{\lambda }^{2}\approx 15Re_{T}}
乱流レイノルズ数{\displaystyle Re_{T}}は、エネルギー保有領域の代表的長さ{\displaystyle l_{0}}、代表的な速度変動の大きさ{\displaystyle v_{0}}を用いて
{\displaystyle Re_{T}={\frac {v_{0}l_{0}}{\nu }}}
と表される。